# Mesjid Lam Ujong
Mesjid Lam Ujong is een bestuurslaag in het regentschap Pidie van de provincie Atjeh, Indonesië. Mesjid Lam Ujong telt 510 inwoners (volkstelling 2010).